# Sammy Davis Jr.
Samuel George Davis Jr. (Harlem, 8 de desembre de 1925 – Beverly Hills, 16 de maig de 1990), més conegut com a Sammy Davis Jr., fou un cantant, músic multiinstrumentista (vibràfon, trompeta i bateria), ballarí, actor i comediant estatunidenc. Formà part del Rat Pack que comptava entre els seus membres amb Frank Sinatra, Dean Martin, Peter Lawford i Joey Bishop.

## Biografia
Va nàixer a Harlem, Nova York, fill d'Elvera Sánchez, una ballarina de Puerto Rico, i de Sammy Davis Sr., un artista de raça negra. Tots dos formaven parella de ball de vodevil. Durant els seus primers tres anys de vida va estar a càrrec sobretot de la seua àvia. Quan els seus pares es van separar, el pare se'l va emportar de gira per a no perdre la seua custòdia. D'ell i del seu oncle, Will Mastin, va aprendre a ballar. Tots tres acabaren formant junts el Will Mastin Trio.
Durant el seu allistament en l'exèrcit estatunidenc en el període de la Segona Guerra Mundial, Davis va ser objecte de forts prejudicis racials. Aquesta situació va aconseguir ser mitigada pel seu talent artístic, mitjançant la seua participació en un grup d'espectacle dins de l'exèrcit.

### L'estrella en ascens
Després de la guerra, Davis va reprendre la seua carrera en el món de l'espectacle. Va continuar actuant amb el Will Mastin Trio com a estrella principal, i també va debutar com a solista, cantant en clubs nocturns i registrant gravacions. La seua carrera va tindre un ascens el 1947 quan el seu trio va obrir la presentació de Frank Sinatra (amb qui Davis mantindria des de llavors una amistat de tota la vida, amb col·laboració artística constant) al Teatre Capitol de Nova York. A continuació feu una gira amb Mickey Rooney. Una de les seues actuacions arribà a les oïdes de Decca Records, que va signar amb Davis un contracte d'enregistrament el 1954.
Aquest mateix any, conduint cap a Los Angeles on havia de gravar una banda sonora, Davis va patir un accident automobilístic on va resultar greument ferit i va perdre un ull. Aquest fet el va obligar a utilitzar una pròtesi, un ull de vidre, durant la resta de la seua vida. Durant la seua recuperació, va reflexionar sobre la seua vida i poc després es va convertir al judaisme, en trobar punts comuns entre l'opressió experimentada per les comunitats negres i les jueves.
La lesió de Davis no va detindre el seu ascens. El 1955 els seus dos primers discos, Starring Sammy Davis Jr. i Just for Lovers, van ser reconeguts per la crítica. L'èxit comercial obtingut el va conduir a actuacions estel·lars de cartell a Las Vegas i Nova York, així com a actuacions en pel·lícules i en programes de televisió, entre ells Anna Lucasta (1958, amb Eartha Kitt), Porgy and Bess (1959, amb Dorothy Dandridge i Sidney Poitier) i The Frank Sinatra Show (1958). Al voltant d'aquest temps, Davis va fer el seu debut a Broadway, on va ser protagonista en el reeixit musical de 1956 Mr. Wonderful, al costat dels membres de la seua família i una altra ballarina llegendària, Chita Rivera.

### El Rat Pack i més enllà
El 1960 Davis era una estrella pel seu propi dret. També era membre del llegendari Rat Pack, compost per Sinatra, Dean Martin, Peter Lawford i Joey Bishop. Davis va aparéixer amb alguns dels seus membres en les pel·lícules La quadrilla dels onze (Ocean's Eleven en el títol original) (1960), Sergeants 3 (1962) i Robin and the 7 Hoods (1964). Davis també tingué un paper destacat en pel·lícules sense altres membres del Rat Pack, com ara A Man Called Adam (1966) —on té el paper nominal per davant de Louis Armstrong i on va debutar la seua protegida, la ballarina i cantant Lola Falana—, o en l'inoblidable film musical de Bob Fosse Sweet Charity (1969) —amb Shirley MacLaine, pel·lícula en la qual Davis va aparéixer com un carismàtic cantant i gurú.
També va publicar un flux constant d'àlbums en Decca i Reprise (Davis va ser el primer artista que va signar per a la segona discogràfica, que va ser llançada per Sinatra). Fou nominat al Grammy a Millor Cançó de l'Any per la cançó "What Kind of Fool Am I?", que també va aconseguir el Top 20 de les llistes d'èxits Billboard. A més, el 1964 fou nominat al premi Tony pel seu musical Golden Boy .
El 1966 l'artista va presentar el seu propi programa televisiu de varietats de curta durada, The Sammy Davis Jr. Show. Anys després, feu d'amfitrió de nou en el programa d'entrevistes Sammy & Company, entre 1975 i 1977.

### Activisme social
Malgrat el seu estil de vida lliure i acomodat, continuava havent de suportar els prejudicis racials. Açò el va portar a utilitzar la seua fama per a finalitats polítiques. Durant la dècada de 1960 va participar activament en el moviment pels drets civils, participant en la marxa de 1963 a Washington i negant-se a actuar en sales de ball i clubs nocturns racialment segregats, per la qual cosa s'acredita com un dels principals impulsors de la integració a Las Vegas i Miami Beach. Davis també va desafiar la intolerància de l'època en casar-se el 1960 amb l'actriu sueca May Britt, en un moment en què els matrimonis interracials estaven prohibits per la llei en 31 estats. De fet, el president John F. Kennedy va demanar que la parella no apareguera en la seua presa de possessió per a no enfadar els blancs del Sud.

### Fins al final
Al llarg de les dècades de 1970 i 1980, el polifacètic Davis va continuar la seua prolífica producció. Va mantindre la seua carrera musical, llançant àlbums fins a finals dels anys 70 i aconseguint el seu primer número 1 discogràfic el 1972 amb "The Candy Man". Va aparéixer en pel·lícules com Els bojos del Cannonball (1981), amb Burt Reynolds i Roger Moore, o Tap dancing (1989), amb Gregory Hines. També va fer de convidat en una àmplia varietat de programes de televisió, incloent-hi The Carol Burnett Show, All in the Family i The Jeffersons, així com les telenovel·les General Hospital i One Life to Live. Davis va actuar una altra vegada a Broadway durant l'estiu de 1978 en Stop the World – I Want to Get Off, encara que algunes crítiques no van ser amables.
Mentrestant va continuar la seua carrera, embarcant-se en una lloada gira amb Sinatra i Liza Minnelli a finals dels 80, quan la salut de Davis començava a deteriorar-se. Davis era un fumador empedreït i el 1989 els metges li van descobrir un tumor a la gola. Aquest any va fer la que seria la seua última actuació, al casino Harrah's Lake Tahoe. Poc després, Davis es va sotmetre a teràpia de radiació. Encara que la malaltia pareixia estar en remissió, es va descobrir més tard que havia ressorgit. El 16 de maig de 1990, Sammy Davis Jr. va morir a sa casa de Beverly Hills, Califòrnia, a l'edat de 64 anys. Abans de la seua mort va ser honrat per alguns dels seus companys en un homenatge a la televisió.

### Mort
Davis va morir a Beverly Hills, Califòrnia, el 16 de maig de 1990 per complicacions del seu càncer de gola, a l'edat de 64 anys. Fou sepultat en el cementeri Forest Lawn Memorial Park Cemetery a Glendale, Califòrnia, al costat de son pare i de Will Mastin.
El 2001 va ser honrat amb un Grammy pòstum a tota la seua carrera.

## Discografia parcial

### Decca Records
- 1955 Just for Lovers
- 1955 Starring Sammy Davis Jr.
- 1956 Mr. Wonderful
- 1956 Here's Looking at You
- 1957 Boy Meets Girl
- 1957 Sammy Swings
- 1958 Mood to Be Wooed
- 1959 Porgy and Bess
- 1959 Sammy Davis Jr. at Town Hall
- 1960 Got a Right to Swing
- 1960 Sammy Awards
- 1961 Mr. Entertainment
- 1963 Forget-Me-Nots for First Nighters
- 1965 Try a Little Tenderness

### Reprise Records
- 1961 Wham of Sam!
- 1962 All-Star Spectacular
- 1962 Belts the Best of Broadway
- 1963 As Long As She Needs Me
- 1963 Johnny Cool
- 1963 Sammy Davis Jr. at the Cocoanut Grove
- 1964 California Suite
- 1964 Salutes the Stars of the London Palladium
- 1964 Sings the Big Ones for Young Lovers
- 1964 The Shelter of Your Arms
- 1965 Our Shining Hour
- 1965 Sammy's Back on Broadway
- 1965 If I Ruled the World
- 1965 The Nat King Cole Songbook
- 1966 The Sammy Davis Jr. Show
- 1966 The Sounds of '66
- 1966 That's All!
- 1966 Man Called Adam
- 1966 Sammy Davis Jr. Sings and Laurindo Almeida Plays
- 1967 Sings the Complete 'Dr. Doolittle'
- 1968 Lonely Is the Name
- 1968 I've Gotta Be Me
- 1968 Salt and Pepper
- 1969 The Goin's Great

### Motown Records
- 1970 Something for Everyone

### MGM Records
- 1972 Sammy Davis Jr. Now
- 1977 In Person '77
- 1979 Hearin' Is Believin'

## Filmografia
| - Rufus Jones for President (1933) - Seasoned Greetings (1933) - Sweet and Low (1947) - Meet Me in Las Vegas (1956) - Anna Lucasta (1959) - Porgy and Bess (1959) - La quadrilla dels onze (1960) - Pepe (1960) - Three Penny Opera (1962) - Sergeants 3 (1962) - Convicts 4 (1962) - Of Love and Desire (1963) - Johnny Cool (1963) - The Threepenny Opera (1963) - Robin and the 7 Hoods (1964) - Nightmare in the Sun (1965) - The Second Best Secret Agent in the Whole Wide World (1966) - A Man Called Adam (1966) - Alice in Wonderland (or What's a Nice Kid Like You Doing in a Place Like This? (1966) - Salt and Pepper (1968) - Sweet Charity (1969) | - One More Time (1970) - Elvis: That's The Way It Is (1970) (documental) - Diamonds Are Forever (1971) - The Trackers (1971) - Save the Children (1973) (documental) - Poor Devil (1973) - Gone with the West (1975) - Madeleine (1977) - Sammy Stops the World (1978) - The Cannonball Run (1981) - Heidi's Song (1982) - Cracking Up (1983) - Broadway Danny Rose (1984) - Els bojos del Cannonball 2 (1984) - That's Dancing! (1985) - Alice in Wonderland (1985) - The Perils of P.K. (1986) - Knights of the City (1986) - Moon Over Parador (1988) - Tap dancing (1989) - The Kid Who Loved Christmas (1990) |